# Волув (станция)
Волув (пол. Wołów) — пассажирская и грузовая железнодорожная станция в городе Волув, в Нижнесилезском воеводстве Польши. Имеет 1 платформу и 2 пути.
Станция на железнодорожной линии Вроцлав-Главный — Щецин-Главный построена в 1874 году, когда город Волув (нем. Wohlau, Волау) был в составе Германской империи.